# Kamik od Zukamice
Kamik od Zukamice je hrid u Viškom otočju, sjeverozapadno od grada Komiže, oko 20 metara od obale otoka Visa.
Površina hridi iznosi 4048 m2, a iz mora se uzdiže oko 15 metara.